# Hauts pâturages de Hornbostel
Les hauts pâturages de Hornbostel sont une réserve naturelle dans le land de Basse-Saxe, en Allemagne, entre les communes de Wietze et Winsen dans l'arrondissement de Celle.
La réserve naturelle LÜ NSG 269 s'étend sur 176 hectares. Une grande partie est soumise à la « directive habitats » comprenant l'Aller avec Barnbruch (de), en dessous du Leine et de l'Oker. Elle est située à l'ouest de Winsen et au nord de Wietze, presque entièrement sur la rive gauche de l'Aller. L'île entre le seuil et l'écluse du barrage de Barnbruch (de) n'est impliquée qu'en partie dans la réserve naturelle.

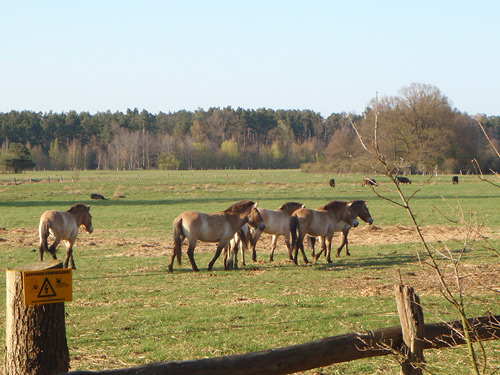
Chevaux de Przewalski dans les Hauts pâturages de Hornbostel

La zone protégée, qui est inondée par l'Aller en marée haute, se caractérise par des zones de prairies. Les petits bois sont composées principalement de chênes, genévriers et prunelliers; ils ont été parfois remplacés par des pins et des épicéas. Des zones de roselière, de carex, de mégaphorbiaie se trouvent le long de l'Aller. Il y a aussi quelques zones qui servent encore à une agriculture intensive.
En 2009, une première zone de 75 hectares à proximité de la réserve naturelle est pâturée afin de conserver le paysage originel. Puis une autre la même année reçoit en mai des aurochs de Heck et en mai des chevaux de Przewalski,.
Au sud un véloroute permet de se promener le long de l'Aller ; il y a deux panneaux d'information et un abri.
La région est sous conservation depuis le 30 décembre 2004 sous la compétence de l'arrondissement de Celle.

## Source, notes et références
1. ↑  (de) Naturschutzgebiet "Hornbosteler Hutweide", Niedersächsischer Landesbetrieb für Wasserwirtschaft, Küsten- und Naturschutz
2. ↑  (de) Simon Ziegler, Naturschutzgebiet „Hornbosteler Hutweide” - Erste Heckrinder angekommen, Cellesche Zeitung, 10 février 2009. Consulté le 22 août 2011
3. ↑  (de) Eike Frenzel, Naturschutzgebiet „Hornbosteler Hutweide” - Przewalski-Pferde angekommen, Cellesche Zeitung, 15 mai 2009. Consulté le 22 août 2011
4. ↑  (de) Wildes Vieh pflegt die Hornbosteler Hutweide, Niedersächsischer Landesbetrieb für Wasserwirtschaft, Küsten- und Naturschutz
5. ↑  (de) Faltblatt und Tafeln informieren über die Hornbosteler Hutweide, Gemeinde Wietze, 20 septembre 2010. Consulté le 22 août 2011

- (de) Cet article est partiellement ou en totalité issu de l’article de Wikipédia en allemand intitulé « Hornbosteler Hutweide » (voir la liste des auteurs).